# 文件檔案格式
文件檔案格式（英語：Document file format）是一種使用在儲存媒體儲存的或二進制檔案格式，尤其為電腦所用。現存大量不相容的文件檔案格式。
一些人和制定標準的組織已確立出粗略共識，把XML作為未來文件檔案格式的基礎。開放XML-based標準（由XML構成的開放格式的標準）包括DocBook，較近代的包括ISO/IEC標準OpenDocument（ISO 26300:2006）、Office Open XML（ISO 29500:2008）。
1993年，ITU-T嘗試確立一個用於一眾文件檔案格式的標準，即是人們所知的開放文件架構（英語：Open Document Architecture，縮寫ODA），提議取代所有相競爭的文件檔案格式。它記述在ITU-T文件T.411至T.421，相等於ISO 8513。這沒有成功。
頁描述語言諸如PostScript和PDF已經變成用於一般使用者通常只能夠建立和讀取而不能編輯的文件的業界標準（de facto standard）。2001年，PDF也已變成國際ISO/IEC標準（ISO 15930-1:2001、ISO 19005-1:2005、ISO 32000-1:2008）。
HTML是已被大量使用的而且開放的國際標準，它也被用作文件檔案格式。它也已成為ISO/IEC標準（ISO 15445:2000）。
Microsoft Word的預設二進制檔案格式檔案格式已成為公務文件的普遍業界標準，不過它是一個專有格式，不被其他文書處理器完整支援。

## 常見文件檔案格式
- Amigaguide
- .doc for Microsoft Word—由微軟開發的結構化二進制格式（規格書available under the Open Specification Promise（英语：Microsoft Open Specification Promise））[1]
- DocBook—為撰寫技術文件（technical documenation）而設的一個XML格式。
- HTML（.html、.htm），（open standard, ISO from 2000), in combination with possible image files referred to.
- Office Open XML—.docx（XML-based standard for office documents, ISO standard from 2008）
- OpenDocument—.odt（XML-based standard for office documents, ISO standard from 2006）
- OpenOffice.org XML—.sxw（open, XML-based format for office documents）
- PalmDoc—Common[來源請求] Handheld document format
- Plucker—Handheld navigable wide used document standard
- PDF—為交換而設的開放標準。有2001年、2005年和2008年的ISO標準。幾乎可以在每一個平台被自由或開放原始碼閱讀器讀取。也有開放原始碼的PDF建立器存在。
- DjVu—起初設計來儲存被掃描出來的文件[2]
- TeX—Popular[來源請求], open-source, typesetting program and format，首個成功的數式記述語言（mathematical notation language）。
- RTF—human readable meta data format developed by Microsoft in 1987 for 跨平台document interchange[3][4][5][6]
- SYmbolic LinK (SYLK)
- TEI—為數碼出版而設的XML格式
- Troff
- ASCII, UTF-8—純文字（plain text）格式
- Uniform Office Format—中國大陸標準
- WordPerfect（.wpd, .wp, .wp7, .doc，備註：可能和MS Word格式的延伸檔名混淆）
- XPS—XML文件規格（XML Paper Specification）

## 外部連結
- Lost in Translation: Interoperability Issues for Open Standards - ODF and OOXML as Examples （页面存档备份，存于）（英文）